# 生田 (大阪市の企業)
株式会社生田（いくた）は、大阪府大阪市生野区に本社を置くランドセル製造・販売を行う企業である。裁断から仕上げまで一貫して行う専門メーカーとして60年以上の歴史を持つ。産経新聞が2016年11月に報じたところによれば、12人のスタッフで、年間約4500個のランドセルを手作りで製造していることで、予約してから最長で5ヶ月待たないと入手できないほどの人気があるという。